# Оцука, Павел Ёсинао
Павел Ёсинао Танака (7.10.1954 г., Япония) — католический прелат, епископ Киото с 3 марта 1997 года.

## Биография
20 марта 1984 года Павел Ёсинао Оцука был рукоположён в священника.
3 марта 1997 года Римский папа Иоанн Павел II назначил Павла Ёсинао Танаку епископом Киото. 15 июня 1997 года состоялось рукоположение Павла Ёсинао Танаку в епископа, которое совершил епископ Киото Раймонд Кэнъити Танака в сослужении с епископом Такамацу Иосифом Сатоси Фукахори и епископом Хиросимы Иосифом Ацуми Мисуэ.